# Gail Kubik
Gail Thompson Kubik (5 de septiembre de 1914, South Coffeyville, Oklahoma - 20 de julio de 1984, Covina, California) fue un compositor, director musical, violinista y maestro estadounidense.

## Educación y carrera
Kubik estudió en la Escuela de Música Eastman, el Conservatorio Americano de Música en Chicago con Leo Sowerby y la Universidad de Harvard con Walter Piston y Nadia Boulanger. Enseñó violín y composición en Monmouth College y composición e historia musical en la Universidad de Columbia (1937), Teachers College y Scripps College.
Se unió a NBC Radio como compositor personal en Nueva York en 1940, y fue director musical de la Motion Picture Bureau en la Oficina de Información de Guerra, donde, durante la Segunda Guerra Mundial, compuso y dirigió partituras musicales de películas. Ganó el Premio Pulitzer de 1952 por la Música de Symphony Concertante.
Fue un patrocinador nacional de Delta Omicron, una fraternidad internacional de música profesional.

## Obras
- American Caprice para piano y orquesta (1933 ; orch. 1936)
- Piano Trio (1934)
- Violin Concerto, Op. 4 (1934-6)
- Violin Concerto No. 2 (1940/41, grabado por Ruggiero Ricci)
- Symphony No. 1 en Mi bemol mayor (1946)
- Sonata para piano (1947)
- Symphony Concertante para piano, viola, trompeta y orquesta (1952)
- Symphony No. 2 en Fa mayor (1954-6)
- Symphony No. 3 (1956)
- Divertimento No. 1 for thirteen players (1959)
- String Quartet (1960)
- Divertimento No. 2 for eight players (1969)
- In Praise of Johnny Appleseed (para bajo, coro, y orquesta)

### Opera
- Boston Baked Beans (1952)
- A Mirror for the Sky (una ópera folclórica, representada en 1957)

### Música para cine
- Men and Ships (1940)
- Colleges at War (1942)
- Menpower (1942)
- Paratroops (1942)
- The World at War (1942)
- Dover (1942, aka Dover Front Line)
- Earthquakers (1943)
- Air Pattern-Pacific (1944)
- The Memphis Belle (1944)
- Thunderbolt! (1947)
- C-Man (1949)
- Gerald McBoing-Boing (1950 dibujos basados en una historia de Dr. Seuss)
- The Miner's Daughter (1950)
- Two Gals and a Guy (1951, aka Baby and Me)
- Horas desesperadas (1955).
- I Thank a Fool (1962) posteriormente fue remplazada por Ron Goodwin
- Music for Bells